# تشارلي أوينز
تشارلي أوينز (بالإنجليزية: Charlie Owens) هو لاعب كرة قدم بريطاني في مركز الوسط، ولد في 7 ديسمبر 1997 في إيزلينغتون ‏ في المملكة المتحدة يلعب حالياً في نادي القبيلة الإماراتي. شارك مع منتخب أيرلندا الشمالية تحت 21 سنة لكرة القدم. أما مع النوادي، فقد لعب مع كوينز بارك رينجرز ونادي القبيلة الإماراتي.

## وصلات خارجية
- تشارلي أوينز على موقع قاعدة بيانات كرة القدم.إي يو (الإنجليزية)
- تشارلي أوينز على موقع Soccerway.com (الإنجليزية)